# Maison de la Radio

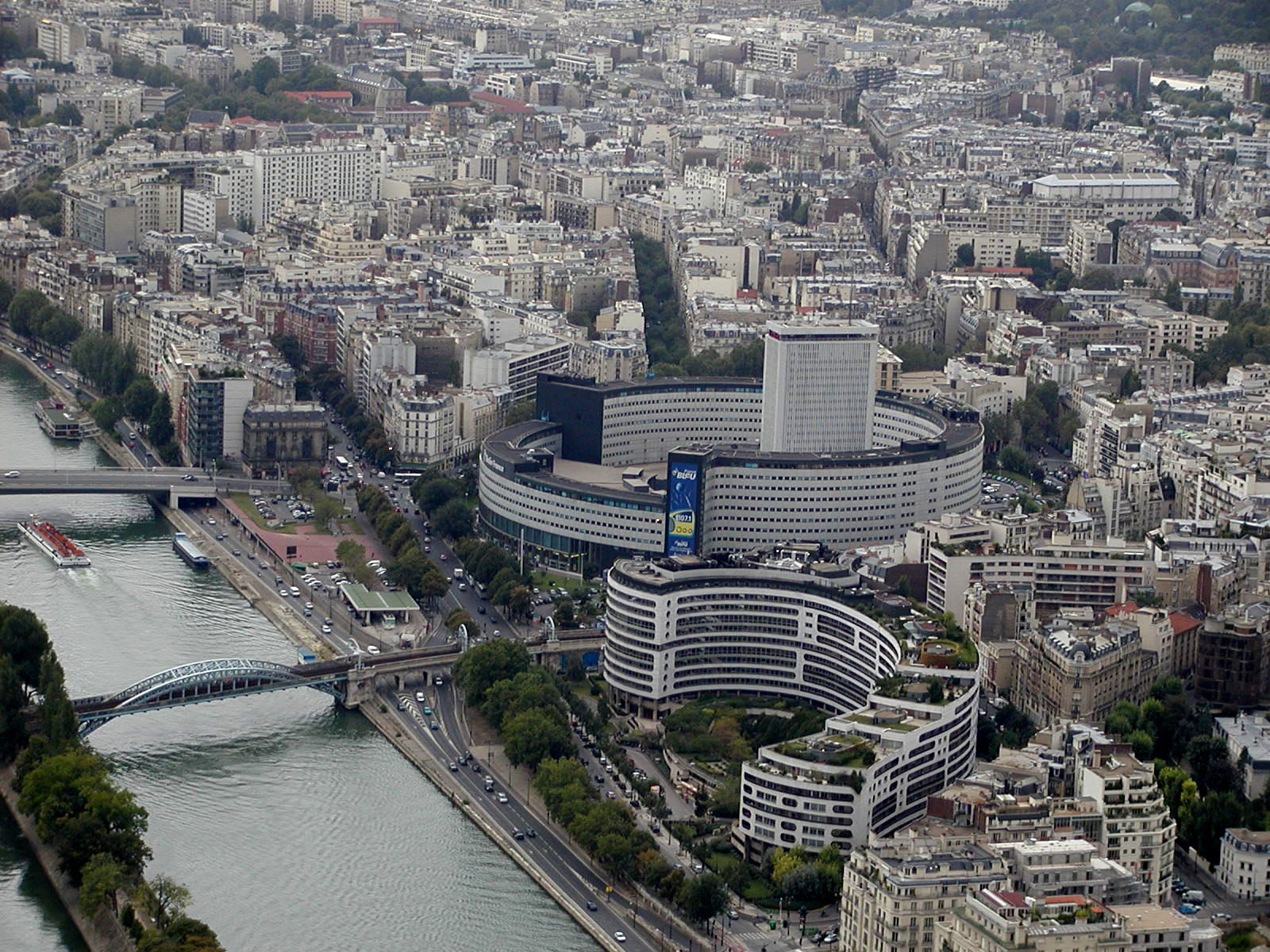
Het Maison de la Radio gezien vanaf de Eiffeltoren

Het Maison de la Radio, ook wel Maison de Radio France genoemd, is het hoofdgebouw van Radio France, de Franse publieke radiozenders, aan de Seine in het 16e arrondissement van Parijs. Het gebouw is ontworpen door Henry Bernard en in gebruik genomen op 14 december 1963 door het toenmalige staatsbedrijf Radiodiffusion-télévision française (RTF). Sinds 1975 is het de zetel van Radio France.